# シャルル・ディドロ

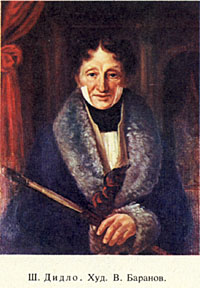
シャルル・ディドロ、1810年頃

シャルル＝ルイ・ディドロ（Charles-Louis Didelot、1767年3月27日 - 1837年11月7日）は、フランス出身のバレエダンサー、振付家である。ロシア帝国での活動が著名である。

## プロフィール
シャルル＝ルイ・ディドロはストックホルムで誕生した。父で彼と同名のシャルルは、スウェーデン王室の舞踊教師であった。ディドロは父のもとで舞踊を学び、1786年にストックホルムのBollhuset劇場（en:Bollhuset）で舞台デビューを果たした。
その後ディドロはパリに出て、振付家のジャン・ドーベルヴァルに師事し、彼に従って当時高名だったバレエ指導者のジャン＝ジョルジュ・ノヴェールのもとで学び、1788年にロンドンでも舞台デビューした。
1801年にディドロはロシアの帝室劇場バレエ団からの招請を受けて、サンクトペテルブルクで踊ることになった。彼の舞台生命は、足の故障と、花形バレリーナであった妻のローゼの死によって1806年に終焉を迎えた。それからはディドロはバレエの指導を手がけることになり、帝政ロシアにおけるバレエ発展に重要な影響を与えることになった。
1812年のナポレオン戦争勃発により、ディドロは帝室劇場を解雇されて故国に帰ったが、1816年初めにロシアに戻り、1831年まで帝室劇場での活動を続けた。
優れた教師であったシャルル・ディドロは、ロシアのバレエダンサーのレベルを格段に向上させ、また、振付の才をロシアの地で開花させ、現在「ペテルブルク派」といわれるドラマティックなクラシック・バレエのスタイルの基礎を築いた。ディドロが育てたこの時代のバレリーナとしてはアフドチア・イストミーナがおり、名花と謳われた。
同時代の国民的な詩人で作家のアレクサンドル・プーシキンは、その詩のなかでイストミーナとディドロを称賛している。
ディドロは1837年に保養先のキエフで死去した。

## 主な振付作品
- フロールとゼフィール[注釈 2]（Flore et Zéphire、チェーザレ・ボッシ作曲、1796年、ロンドン）
- Cupid et Psyche （カッテリーノ・カヴォス作曲、1811年）
- Hensi et Tao（1819年）
- Alceste（1821年）
- カフカスの捕虜（Le Prisonnier du Caucase、カッテリーノ・カヴォス作曲、1823年）
- Phaedra et Hippolytus（1825年）